# Pragia
El género Pragia engloba una única especie (Pragia fontium (Aldová  et al. 1988)) de bacterias Gram negativas, mótiles y anaerobias facultativas acuáticas pertenecientes a la familia Budviciaceae. Su denominación deriva del nombre de la capital de la República Checa, Praga, pues P. fontium fue identificado en Frýdek-Místek, ciudad de la zona noreste de dicho país, entonces Checoslovaquia, en una muestra de augua de 1976. Posteriormente, se han podido aislar dos cepas más, también en la República Checa, concretamente en České Budějovice. Este género se encuentra clasificado dentro del "Grupo de riesgo 1", según la Clasificación Alemana de Bioseguridad.
P. fontium puede ser aislado y cultivado en medios de cultivo comunes como Agar, Agar Tripticasa-soja o Agar Columbia. Al microscopio óptico, presentan una morfología bacilar. En cuanto a las condiciones de cultivo, presentan crecimiento a una temperaturas de unos 30°C, lo que las hace mesófilas. Presentan un contenido en G+C de un 46% y como ácido graso predominante en su membrana, por análisis del perfil de ácidos grasos de esta mediante cromatografía de gases, es el ácido palmitoleico. Con respecto a pruebas metabólicas son ureasa negativas, productoras de H2S, citocromo oxidasa negativas, arginina dihidrolasa negativas e indol negativas. Pueden ser cultivadas, sobrevivir y crecer en un medio que contenga KCN.